# Shmuel Katz
Shmuel Katz (nato come Samuel Katz, Ebraico: שמואל כץ) (Sudafrica, 9 dicembre 1914 – 9 maggio 2008) è stato uno scrittore, storico e giornalista israeliano.

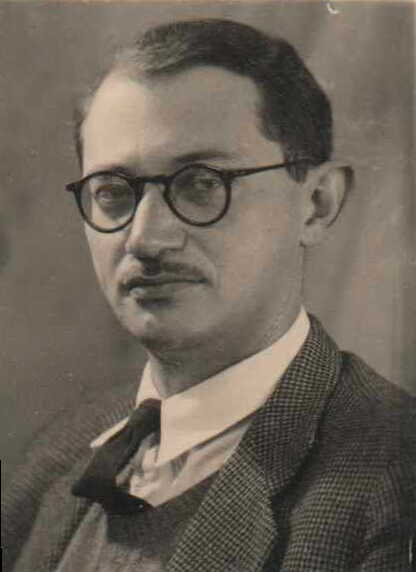
Shmuel Katz

Fu eletto alla Knesset in occasione delle elezioni parlamentari del 1949 ed è anche conosciuto per la sua ricerca sul leader ebraico Vladimir Žabotinskij.

## Biografia
Katz è nato nel 1914 in Sudafrica e nel 1930 è entrato a far parte del movimento Betar. Nel 1936 è immigrato in Palestina ed è entrato nell'Irgun, nel 1939 è stato inviato a Londra da Jabotinsky a parlare su questioni riguardanti la Palestina. È stato redattore del giornale Jewish Standard e ha scritto per il Daily Express e Jerusalem Post.
Nel 1946 è ritornato in Palestina ed è entrato nel quartier generale dell'Irgun dove fu attivo sotto l'aspetto delle relazioni estere. Egli è stato uno dei sette membri di alto comando dell'Irgun, così come un portavoce dell'organizzazione.
Nel 1948 ha assistito nella conduzione della nave Altalena per le coste israeliane. È stato uno dei fondatori del partito politico Herut, cofondatore del Movimento per la Grande Israele nel 1967 e nel 1971 ha contribuito alla creazione dell'Americans for a Safe Israel.
Nel 1977 è diventato "Consigliere del primo ministro d'informazione all'estero" di Menachem Begin. Ha accompagnato Begin per due viaggi a Washington ed è stato invitato a spiegare alcuni punti al presidente Jimmy Carter. Ha terminato questa funzione il 5 gennaio 1978 a causa delle divergenze con il governo sulle proposte di pace con l'Egitto. È stato attivo con il partito Tehiya per alcuni anni e poi con il Herut - Movimento Nazionale dopo la sua scissione dal Likud.
Katz ha scritto Battleground: Fact and Fantasy in Palestine, nel libro descrive le radici dei conflitti arabo-israeliani e sostiene di esporre miti anti-sionisti al riguardo. Ha attaccato ciò che egli chiama propaganda usata da fonti arabe sulle radici del conflitto e tentativi di confutarle.
Un altro progetto per il quale Katz dedicato molti anni della sua vita è la biografia in due volumi di Jabotinsky di 1792 pagine, intitolato Lone Wolf, A Biography of Vladimir (Ze'ev) Jabotinsky.

## Opere
- Days of Fire (1966)
- Battleground: Fact and Fantasy in Palestine (1973)
- Lo Oz Velo Hadar (No Courage and No Glory) (1981)
- Lone Wolf: A Two-Volume Biography of Vladimir (Ze'ev) Jabotinsky (1993)
- Ha-Reshet: ha-hagadah le-beit aaronson (The Network: the legend of the House of Aaronsohn) (2000); in English translation: The Aaronsohn Saga (2007)
- The Hunt For The Engineer: The Inside Story of How Israel's Counterterrorist Forces Tracked and Killed the Hamas Master Bomber (2002)